# Martine Letterie
Martine Letterie (Amsterdam, 12 december 1958) is een Nederlandse schrijfster van kinderboeken.

## Biografie
Martine Letterie groeide op in Voorburg. Haar vader is beeldhouwer Frank Letterie. Na de middelbare school studeerde ze Nederlands in Utrecht. In 1985 studeerde ze af met als hoofdvak Middelnederlandse letterkunde, na haar studie was ze twaalf en een half jaar lerares Nederlands in Zutphen en Doetinchem op verschillende schooltypen. Ze gaf les aan een mavo, havo, vwo, MEAO en de laatste vier jaar aan een PABO. Daarnaast schreef ze veel schoolboeken en werkt ze mee aan Tikker en Bumper, tijdschriften over jeugdliteratuur.
Van 1991 tot 1993 was ze lid van de Griffeljury. In 1996 verscheen haar eerste kinderboek. En in 1997 stopte Letterie met lesgeven om zich volledig op het schrijven te richten. Ze schrijft voornamelijk historische kinderboeken, die gebaseerd zijn op waargebeurde verhalen. De serie boeken is gebaseerd op de historische figuur Berend van Hackfort. Deze boeken beschrijven de (fictieve) jeugd van Berend. In haar woonplaats Vorden zijn twee kinderfietsroutes gebaseerd op de boeken van Letterie. In 2015 publiceerde Letterie een boek over de geschiedenis van haar familie. Dit was haar eerste boek voor volwassenen.
Een aantal boeken van Martine Letterie zijn in het Duits vertaald, waaronder Robin und die schwarzen Ritter, Robin und das gefährliche Turnier, Rätselhafte E-mails für Tim en Kinder mit Stern.
In 2018 hield Letterie de Bill Minco-lezing.

## Prijzen en andere erkenningen
- Over vroeger en nu. Verhalen bij de canon werd geselecteerd voor de White Ravens 2013.
- In 2017 kreeg ze een Zilveren Griffel voor Kinderen met een ster.
- Made by Indira werd geselecteerd voor de White Ravens 2018.
- In 2020 won ze de Thea Beckmanprijs met Verboden te vliegen.
- Ze won de Kleine Cervantes 2022 voor Wij blijven bij elkaar!
- Haar boek Kinderen van ver, uit 2022, stond op de Honour List 2024 van IBBY.[1]